# Lillehammer (Tettsted)
Lillehammer ist eine Stadt in der norwegischen Kommune Lillehammer in der Provinz (Fylke) Innlandet. Die Stadt stellt das Verwaltungszentrum der Kommune Lillehammer dar und hat 21.468 Einwohner (Stand: 1. Januar 2024). Im Jahr 1994 fanden in der am Mjøsa gelegenen Stadt die Olympischen Winterspiele statt.

## Geografie

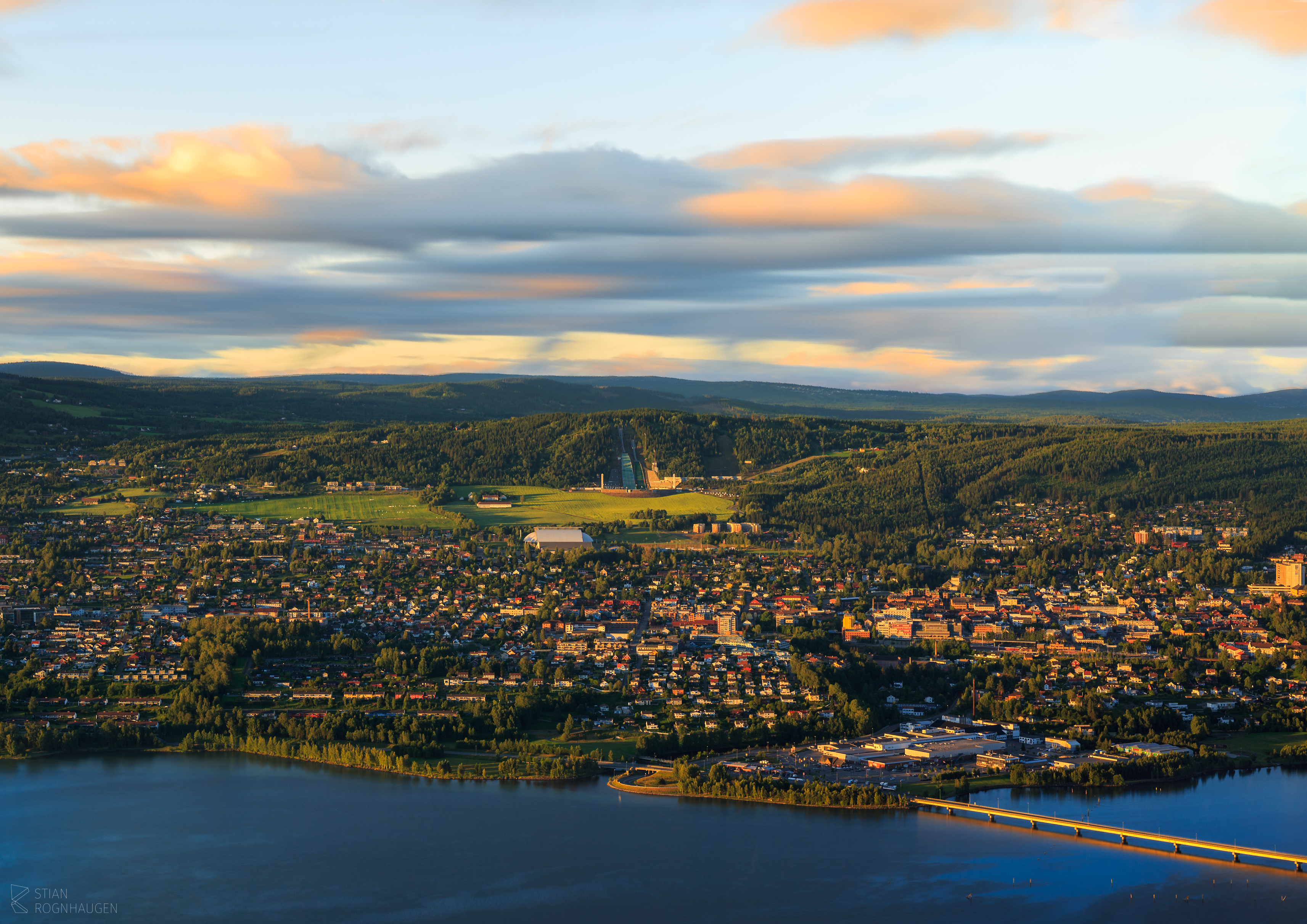
Blick auf Lillehammer

Lillehammer ist ein sogenannter Tettsted, also eine Ansiedlung, die für statistische Zwecke als eine städtische Siedlung gewertet wird. Die Stadt Lillehammer liegt im Zentrum der gleichnamigen Kommune. Während die Kommune eine Fläche von 477,94 km² hat, liegt die Fläche des Tettsteds Lillehammer bei 11,53 km². In der Kommune liegen mit Jørstadmoen, Fåberg, Vingrom und Vingnes neben der Stadt Lillehammer zudem weitere Tettsteder.
Die Stadt erstreckt sich am Nordostufer des nordwestlichen Arms des Sees Mjøsa. Der See ist der flächenmäßig größte Norwegens. Etwa auf Höhe von Lillehammer mündet der Fluss Lågen, der aus dem Tal Gudbrandsdalen aus dem Norden kommt, in den See. Von Osten fließen auf Lillehammer die beiden Flüsse Mesna und Åveita zu. Im Stadtgebiet Lillehammers mündet die Åveita in die Mesna, die wiederum im Westen Lillehammers in den See Mjøsa mündet.

## Geschichte
Lillehammer erhielt seinen ersten Stadtplan im Jahr 1827, als Lillehammer Handelsrechte erhielt. Grund für die Verleihung der Handelsrechte war die strategisch günstige Lage am Ende des Gudbrandsdalen und dem Nordende des Mjøsas. Der erste Stadtplan bestand aus zwei weitgehend parallel zum Mjøsa-Ufer verlaufenden Straßen, die von zehn Querstraßen gekreuzt wurden. Vor dem Ausbau der Gegend um den Hof Hammer hatte die Siedlung nur rund 50 Einwohner. In nur rund zwei Jahren stieg die Einwohnerzahl der Stadt auf 360 an.
Durch das alte Stadtzentrum fließt der Fluss Mesna, an dem eine Vielzahl an Industriebetrieben entstand. Im Jahr 1842 erhielt Lillehammer schließlich Stadtrechte. Nachdem die Stadt um 1900 stark anwuchs, wurde im Jahr 1912 außerhalb des Zentrums ein Villenviertel errichtet. Das neue Viertel erhielt im Gegensatz zur schon zuvor bestehenden Stadt keinen schachbrettartigen Straßenverlauf. Später wuchs die Stadt vor allem weiter Richtung Norden.
Bis Ende 2019 war die Stadt Lillehammer das Verwaltungszentrum des Fylkes Oppland. Dieses wurde zum 1. Januar 2020 mit Hedmark zusammengelegt, wodurch das neue Fylke Innlandet entstand. Neues Verwaltungszentrum von Innlandet wurde die Stadt Hamar.

## Wirtschaft und Infrastruktur

### Verkehr
Durch die Stadt führt die Europastraße 6 (E6). Die E6 verläuft auf der westlichen Uferseite des Mjøsa-Sees in den Norden, bis sie gegenüber von Lillehammer in der Ortschaft Vingnes über eine Brücke in die Stadt Lillehammer führt. Von dort führt die Straße weiter in den Norden. Die E6 stellt in südlicher Richtung unter anderem die Verbindung zur Stadt Hamar her. Entlang des Mjøsa-Ostufers führt die Bahnlinie Dovrebanen auf Lillehammer zu. Ab Lillehammer führt die Dovrebanen weitgehend parallel zur E6 weiter in den Norden bis Trondheim. Der Bahnhof in Lillehammer wurde 1894 eröffnet, als die Bahnstrecke von Hamar bis Tretten in Betrieb genommen wurde. Der Bahnhof liegt rund 185 Kilometer vom Osloer Hauptbahnhof Oslo S entfernt.

### Wirtschaft
Die Stadt ist das wirtschaftliche Zentrum für die gesamte Region Gudbrandsdalen. Während die Industrie an Bedeutung verlor, gewannen der Handel und der Dienstleistungssektor an Bedeutung hinzu. Viele Personen aus der Region pendeln in die Kommune und die Stadt Lillehammer.

## Bildung, Kultur und Religion

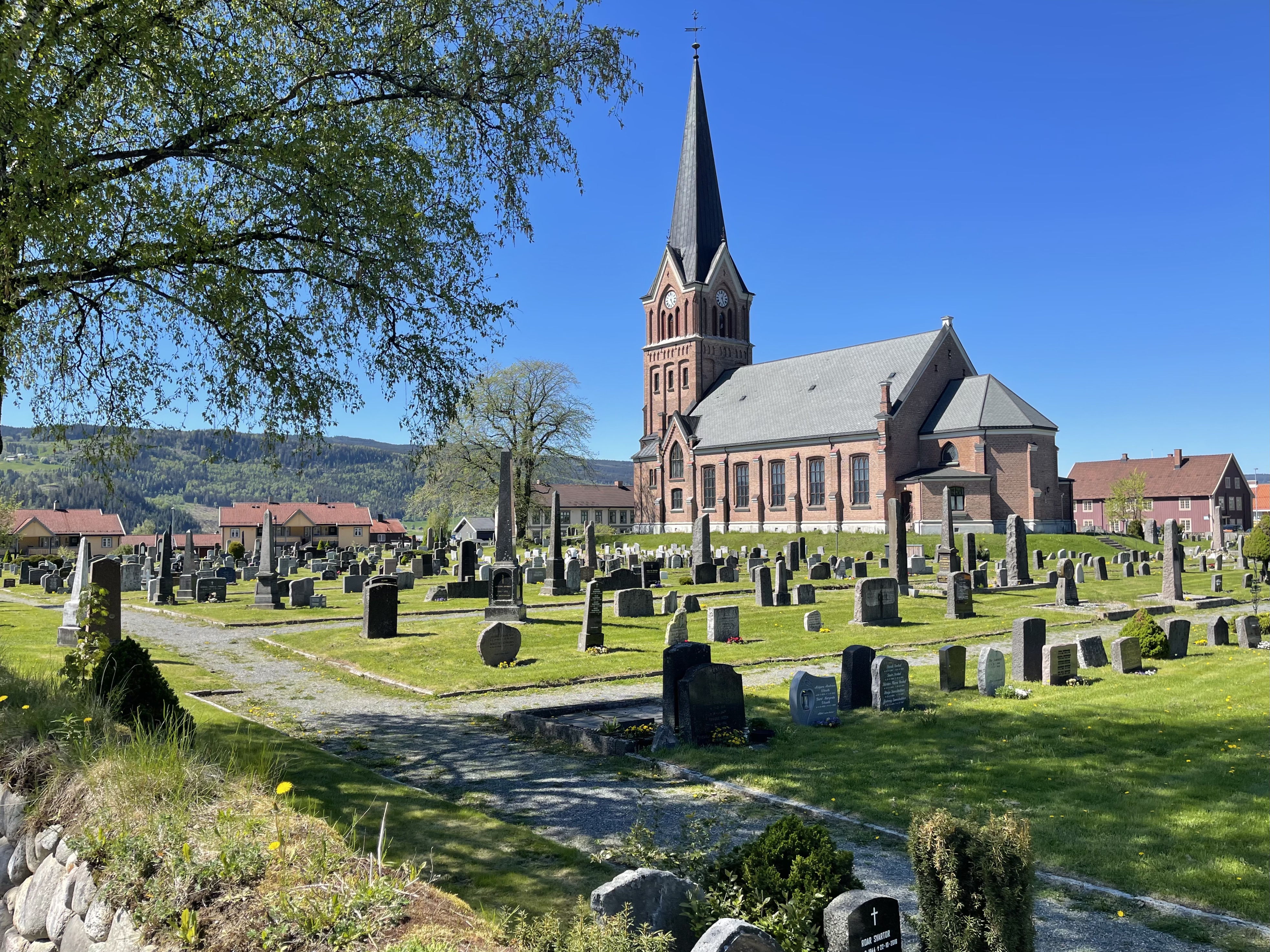
Kirche von Lillehammer

In der Stadt befindet sich ein Campus der Høgskolen i Innlandet (HINN). Bis Ende 2016 bestand in Lillehammer die eigenständige Hochschule Lillehammer (Høgskolen i Lillehammer). Zum 1. Januar 2017 wurde sie gemeinsam mit der Hochschule Hedmark fusioniert.
In Lillehammer liegt das kulturhistorische Museum Maihaugen, das 1904 eröffnet wurde. Es ist ein Regionalmuseum für die Region des Gudbrandsdalen. Im Museum enthalten ist das Postmuseum (Postmuseet) und das Norwegische Olympische Museum (Norges Olympiske Museum). In Lillehammer befindet sich zudem das Lillehammer Kunstmuseum, dessen Museumsgebäude vom Architekturbüro Snøhetta gestaltet wurde.
Die Lillehammer kirke ist eine Kirche aus dem Jahr 1882. Die Kirche wurde im Jahr 1959 umgebaut. Im Freilichtmuseum Maihaugen befindet sich zudem die Stabkirche Garmo. Die Kirche hat einen kreuzförmigen Grundriss und wurde um das Jahr 1200 in der heutigen Kommune Lom erbaut. Sie wurde zu Beginn des 20. Jahrhunderts im Museum rekonstruiert. Bei der Rekonstruktion wurden größtenteils Materialien des originalen Kirchgebäudes verwendet.

## Name
Die Einwohner der Stadt werden Lillehamring genannt. Der Name Lillehammer bedeutet Klein-Hamar und steht im Gegensatz zu Storhamar (Groß-Hamar), dem namensgebenden Hof der weiter südlich gelegenen Stadt Hamar. Der zugrundeliegende Begriff hamar wird für Berge mit mindestens einer steilen Seite verwendet. Lillehammer taucht in älteren Quellen auch unter dem Namen Litlikaupangr auf, was darauf hindeutet, dass Lillehammer im Hochmittelalter ein Marktplatz (Kaupang) war.

## Sport
In Lillehammer fanden die Olympischen Winterspiele 1994 statt. In der Umgebung der Stadt befinden sich mehrere Wintersportanlagen. In der Stadt selbst liegt die Håkons Hall, eine Mehrzweckhalle, die unter anderem für Eishockey genutzt wird. Sie wurde 1993 fertiggestellt. Ebenfalls für Eishockey wird die Kristins Hall genutzt. Die Skisprungschanze Lysgårdsbakken (Lysgårdsbakkene Hoppanlegg) wurde 1992 fertiggestellt und befindet sich östlich der Stadt. Rund 15 Kilometer nördlich der Stadt liegt an der Nordgrenze der Kommune die bei den Winterspielen genutzte Bob- und Rodelbahn Lillehammer Olympiske Bob- og Akebane.